# Henry Seely White
Henry Seely White (* 20. Mai 1861 in Cazenovia, New York; † 20. Mai 1943 in Poughkeepsie) war ein US-amerikanischer Mathematiker.

## Leben und Wirken
White studierte Mathematik und Astronomie bei John Monroe Van Vleck, dem Vater des Nobelpreisträgers John H. van Vleck, an der Wesleyan University in Middletown (Connecticut). Nach dem Bachelor-Abschluss 1882 wurde er Van Vlecks Assistent am Observatorium der Universität. Er lehrte am Centenary Collegiate Institute in Hackettstown in New Jersey Mathematik und Chemie und war Tutor an der Wesleyan University. Im Jahre 1887 ging er an die Universität Leipzig und studierte bei Sophus Lie und Eduard Study. Nach einem Semester wechselte er an die Universität Göttingen und promovierte 1891 bei Felix Klein über Abelsche Integrale auf singularitätenfreien, einfach überdeckten, vollständigen Schnittkurven eines beliebig ausgedehnten Raumes. Klein band ihn in die Niederschrift seiner Vorlesungen ein, aber schon 1890 kehrte White in die USA zurück. Dort wurde er Lehrer an der Northwestern University in Evanston. Er war 1890 kurz an der Clark University, an der es aber zu Konflikten in der Führung kam, die die Entlassung vieler Professoren zur Folge hatte. Ab 1892 war er Assistenzprofessor an der Northwestern University und erhielt 1894 eine volle Professur.
Mit den Chicagoer Mathematikern Eliakim Hastings Moore, Oskar Bolza und Heinrich Maschke organisierte White 1893 den Mathematikerkongress auf der Weltausstellung in Chicago. In diesem Zusammenhang hielt auch Felix Klein 1894 publizierte Vorlesungen in Evanston. Auf einen Vorschlag von White hin wurden diese zum Vorbild der Colloquium Lectures der American Mathematical Society. Im Jahr 1903 hielt er selbst die Colloquium Lectures (Linear Systems of curves on algebraic surfaces). White wurde 1905 Professor am Vassar College in Poughkeepsie, einem später berühmten College für Frauen. Er ging 1936 in den Ruhestand.
White befasste sich mit algebraischer Geometrie von algebraischen Kurven und Flächen und mit Invariantentheorie. Er war 1901 Vizepräsident und 1907/08 Präsident der American Mathematical Society. Von 1899 bis 1905 war er Herausgeber der Annals of Mathematics und 1907 bis 1914 der Transactions of the American Mathematical Society. Er hielt 1912 einen Plenarvortrag auf dem ICM im englischen Cambridge (The Place of Mathematics in Engineering Practice). Im Jahr 1915 wurde er Mitglied der National Academy of Sciences.
White war seit 1890 verheiratet und hatte drei Kinder. Er starb 1943.